# Weywot
Weywot (IPA: ˈweɪwɒt) era a divindade solar dos índios Tongva, filho e primeira criação do deus Quaoar. Esse povo escolheu o nome Weywot para o satélite natural do provável planeta anão Quaoar, o qual recebeu seu nome a partir do deus da criação.